# Albert Graf-Bourquin
Albert Graf-Bourquin (* 12. April 1909 in St. Gallen; † 20. Juli 2001 in Arbon) war ein Schweizer Verleger, Kunstkritiker, Kunstsammler und Mäzen.

## Leben und Werk
Albert Graf wuchs in St. Gallen auf und absolvierte im Berner Oberland eine Lehre als Typograf. Anschliessend bildete er sich am Technikum in Leipzig weiter.
Als Dreissigjähriger arbeitete er für den Nebelspalter und veranstaltete ab 1946 bis 1987 im Schloss Arbon Kunstausstellungen. Im Laufe dieser Tätigkeit wurde Graf zum gefragten Ausstellungsmacher in der Schweiz und im Ausland.
Er gründete 1956 die Schweizerische Gesellschaft zur Förderung bildender Kunst «Ars Felix» und den bibliophilen Verlag «Arben-Press». Er war ein Mitorganisator der ersten vier «Internationalen Triennalen für farbige Originalgrafik», Ausstellungen in Grenchen, die 1958 zum ersten Mal durchgeführt wurden.
Die Stadt Arbon ernannte Graf zum Kunstbeauftragten, und das Land Vorarlberg verlieh ihm ein Verdienstzeichen. Der Kanton Thurgau verlieh Graf 1989 den Kulturpreis.
Mit seiner Frau Madeleine, geborene Bourquin, hatte er zwei Söhne, wovon einer der Politiker Claudius Graf-Schelling war.